# دوري كرة القدم السلوفيني الدرجة الثانية 2004–05
دوري كرة القدم السلوفيني الدرجة الثانية 2004–05 (بالإيطالية: Druga slovenska nogometna liga 2004-2005)‏ هو الموسم 14 من دوري كرة القدم السلوفيني الدرجة الثانية ‏. أشرف على تنظيمه اتحاد سلوفينيا لكرة القدم، وكان عدد الأندية المشاركة فيه 12، وفاز فيه نادي رودار فيلينيه.